# Lahnda
Cet article possède un paronyme, voir Landa.
Les langues lahnda sont un groupe de langues indo-aryennes.

## Présentation
Selon Ethnologue.com elles comprennent :
- le jakati (en) (parlé en Afghanistan)
- le hindko septentrional (parlé au Pakistan)
- le hindko méridional (parlé au Pakistan)
- le khetrani (en) (parlé au Pakistan)
- le saraiki (parlé au Pakistan)
- le pendjabi occidental (parlé au Pakistan)
- le pendjabi mirpur
- le potwari (en) (parlé au Pakistan et dans l'Azad Kashmir)
- le derawali parlé dans le sud-ouest du Pendjab au Pakistan.

Par contre, elles n'incluent pas le pendjabi oriental parlé en Inde.